# Pwaamèi
Pwaamèi és una llengua austronèsia parlada majoritàriament a l'àrea tradicional de Hoot Ma Waap, al municipi de Voh, a la Província del Nord, Nova Caledònia. Té uns 290 parlants nadius i és una llengua amenaçada.
Antigament tenia dos dialectes: Naakâ (a Temala, Voh) i Dhaak o yaak (Fatenaoue)